# Ryoji Mano
Ryoji Mano (真野 亮二 Mano Ryoji?, nacido el 12 de octubre de 1990 en Tokio) es un exfutbolista japonés. Jugaba de delantero y su último club fue el Fujieda MYFC de Japón.

## Trayectoria

### Clubes
| Club              | País  | Año  |
| ----------------- | ----- | ---- |
| FC Machida Zelvia | Japón | 2013 |
| Azul Claro Numazu | Japón | 2014 |
| Fujieda MYFC      | Japón | 2015 |

## Estadística de carrera

### J. League
| Club         | Año   | J. League | J. League | Copa J. League | Copa J. League | Total | Total |
| Club         | Año   | Part.     | Goles     | Part.          | Goles          | Part. | Goles |
| ------------ | ----- | --------- | --------- | -------------- | -------------- | ----- | ----- |
| Fujieda MYFC | 2015  | 16        | 0         | -              | -              | 16    | 0     |
| Total        | Total | 16        | 0         | 0              | 0              | 16    | 0     |